# Маккендри, Ширли
Ши́рли Макке́ндри (англ. Shirley McKendry) — канадская кёрлингистка.
В составе женской сборной Канады чемпионка мира среди женщин (1980); чемпионка Канады среди женщин (1980).
Играла на позициях второго и третьего.
В 2000 году введена в Зал славы канадского кёрлинга вместе со своими партнёршами по команде, выигравшей чемпионат мира 1980 — Мардж Митчелл, Нэнси Керр и Венди Лич.

## Достижения
- Чемпионат мира по кёрлингу среди женщин: золото (1980).
- Чемпионат Канады по кёрлингу среди женщин: золото (1980), серебро (1982).

## Команды
| Сезон   | Четвёртый     | Третий          | Второй          | Первый        | Турниры           |
| ------- | ------------- | --------------- | --------------- | ------------- | ----------------- |
| 1979—80 | Мардж Митчелл | Нэнси Керр      | Ширли Маккендри | Венди Лич     | ЧК 1980 · ЧМ 1980 |
| 1981—82 | Arleen Day    | Ширли Маккендри | Velva Squire    | Dorthy Hepper | ЧК 1982           |

(скипы выделены полужирным шрифтом)